# Sogamoso-Talsperre
Die Sogamoso-Talsperre ist eine Talsperre mit einem CFR-Damm am Río Sogamoso, einem rechten Nebenfluss des Río Magdalena, im Norden Kolumbiens, ungefähr 30 km westlich von Bucaramanga im Departamento Santander und 285 km nördlich von Bogotá. Der Hauptzweck der Talsperre ist die Wasserkraftnutzung. Das Kraftwerk hat eine installierte Leistung von 820 MW, wodurch die Generatorkapazität Kolumbiens um 10 Prozent erhöht wird.
Der Bau der Talsperre begann im Februar 2009. Im Januar 2012 war das Projekt zu 49,5 Prozent fertiggestellt. Die umgerechnet 1,74 Milliarden US-$ teure Talsperre, einschließlich Wasserkraftwerk, gehört ISAGEN. INGETEC plante die Talsperre in den 1990ern und Impregilo erhielt den Bauauftrag. Planmäßig sollen jährlich 5056 GWh Strom produziert werden.
Die Generatoren gingen Ende 2014 in Betrieb.
Der 190 m hohe Staudamm staut einen See mit einer Fläche von rund 69,60 km² und einem Volumen von 4,8 Mrd. m³ Wasser auf. In dem Kraftwerk  stehen drei 273-MW-Generatoren, die von Francis-Turbinen angetrieben werden. Die Hochwasserentlastung mit vier radialen Verschlüssen liegt am linken Ufer. Sie wurde für eine Abfuhrleistung von 17.100 m³/s ausgelegt. Gegen die Talsperre gab es Proteste von Anwohnern, weil 160 Familien umgesiedelt werden müssen und der Lebensraum von Bergarbeitern im zukünftigen Stauraum und von Fischern stromabwärts negativ beeinflusst wird. Umsiedlung und Bau von neuen Brücken und Straßen werden 202 Millionen US-$ kosten. Um den Stausee herum wird eine 100 m breite Schutzzone eingerichtet.